# Povídky o ženách
Povídky o ženách (2007) je povídková kniha nakladatelství Listen z edice Česká povídka (svazek 17 nebo 18 - v ediční poznámce je uvedeno 18). Obsahuje 11 povídek různých českých spisovatelů na zadané téma.
Ilustrace na titulu knihy je dílo Luďka Bárty.

## Povídky
- Halina Pawlowská – Jenom kousek k lásce
- Michal Viewegh – Smilstvo
- Petr Šabach – Království za story
- Iva Pekárková – Špendlík na krokodýla
- Eva Kantůrková – U moře
- Eva Hauserová – Deníček sebevražedkyně
- Daniela Fischerová – Jednooká, jednoruká a já
- Irena Dousková – Potřetí toho dne
- Libuše Koubská – Ještě jednou, prosím!
- Olga Walló – Velká láska
- Věra Nosková – Falešný Mičurin

## Nakladatelské údaje
- Povídky o ženách, Listen, Jihlava, 2007 ISBN 978-80-86526-30-0